# Liste von Sakralbauten im Landkreis Kaiserslautern
Die Liste von Sakralbauten im Landkreis Kaiserslautern gibt einen Überblick über die Kirchen, Klöster und sonstigen Sakralbauten im Landkreis Kaiserslautern, Rheinland-Pfalz.

## Verbandsgemeinde Bruchmühlbach-Miesau
- St. Martin (Martinshöhe)
- Simultankirche St. Philipp und Jakob (Vogelbach)

## Verbandsgemeinde Enkenbach-Alsenborn
- Kloster Enkenbach

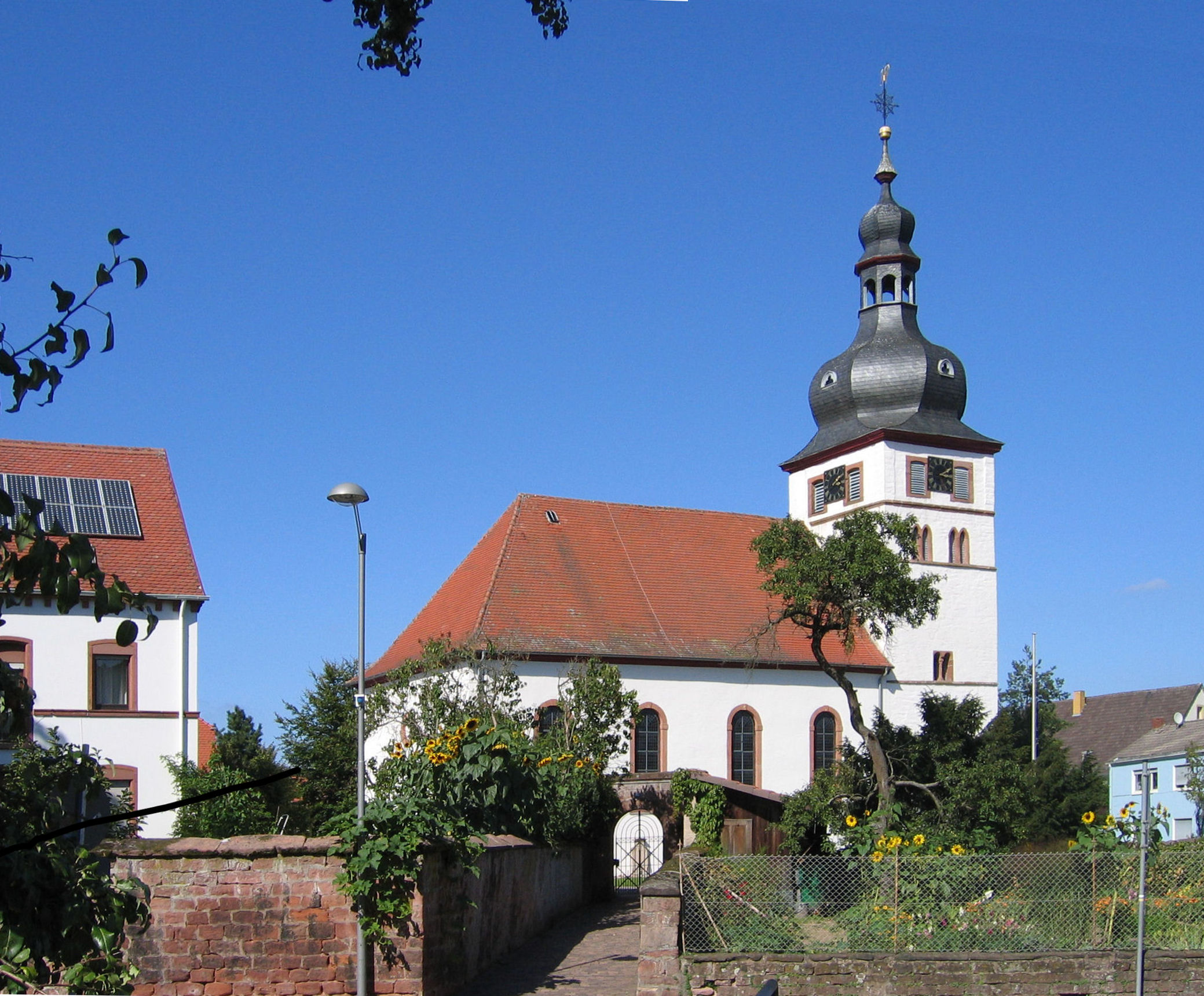
Protestantische Kirche Alsenborn

- Mennonitisches Gemeindehaus Enkenbach in Enkenbach-Alsenborn, erbaut 1957
- Protestantische Kirche in Alsenborn, Enkenbach-Alsenborn
- St. Norbert, Enkenbach-Alsenborn
- Kloster Fischbach (Fischbach bei Kaiserslautern)
- St. Laurentius (Hochspeyer)
- Schlosskirche (Neuhemsbach)
- Mennonitenkirche Sembach

## Verbandsgemeinde Landstuhl
- Blasiuskirche (Aschbacherhof)
- St. Valentinus (Bann, Pfalz)
- Mariä Heimsuchung (Kindsbach)
- St. Nikolaus von der Flüe (Krickenbach)
- Alte Kapelle (Landstuhl)
- Evangelische Stadtkirche Landstuhl
- St. Andreas (Landstuhl)
- St. Markus (Landstuhl)
- Protestantische Kirche in Trippstadt, Trippstadt

## Verbandsgemeinde Otterbach-Otterberg
- Mennonitenkirche Kühbörncheshof in Katzweiler-Kühbörncheshof
- Protestantische Kirche (Katzweiler)
- Mariä Himmelfahrt (Otterbach)
- Abtei Otterberg
- Abteikirche Otterberg, Otterberg

## Verbandsgemeinde Ramstein-Miesenbach
- St. Nikolaus (Ramstein)

## Verbandsgemeinde Weilerbach
- Pfarrkirche Kollweiler
- Protestantische Kirche (Schwedelbach)
- St. Johann Baptist (Schwedelbach)

- Karte mit allen verlinkten Seiten:
- OSM |
- WikiMap